# Bengt Simonsen
Bengt Simonsen (Bengt Roland Simonsen; * 23. März 1958 in Göteborg) ist ein ehemaliger schwedischer Geher.
1976 kam er bei den Olympischen Spielen in Montreal im 20-km-Gehen auf den 26. Platz. Bei der Weltmeisterschaft im 50-km-Gehen in Malmö wurde er disqualifiziert. 1977 gewann er bei den Junioreneuropameisterschaften in Donezk Bronze im 10.000-Meter-Gehen.
Im 50-km-Gehen wurde er bei den Europameisterschaften 1978 in Prag Elfter und bei den Olympischen Spielen 1980 in Moskau Vierter. Bei den Europameisterschaften 1982 in Athen wurde er disqualifiziert. Einem zehnten Platz bei den Weltmeisterschaften 1983 in Helsinki folgte eine Disqualifikation bei den Olympischen Spielen 1984 in Los Angeles.
Zweimal wurde er Schwedischer Meister im 20-km-Gehen (1975, 1976) und dreimal im 50-km-Gehen (1980, 1982, 1984).

## Persönliche Bestzeiten
- 20 km Gehen: 1:27:22 h, 1980
- 50 km Gehen: 3:56:32 h, 1984